# Grammy Award para Melhor Performance de Metal
O Prêmio Grammy para Melhor Performance de Metal é um prêmio criado em 1990 para os melhores trabalhos do Metal.

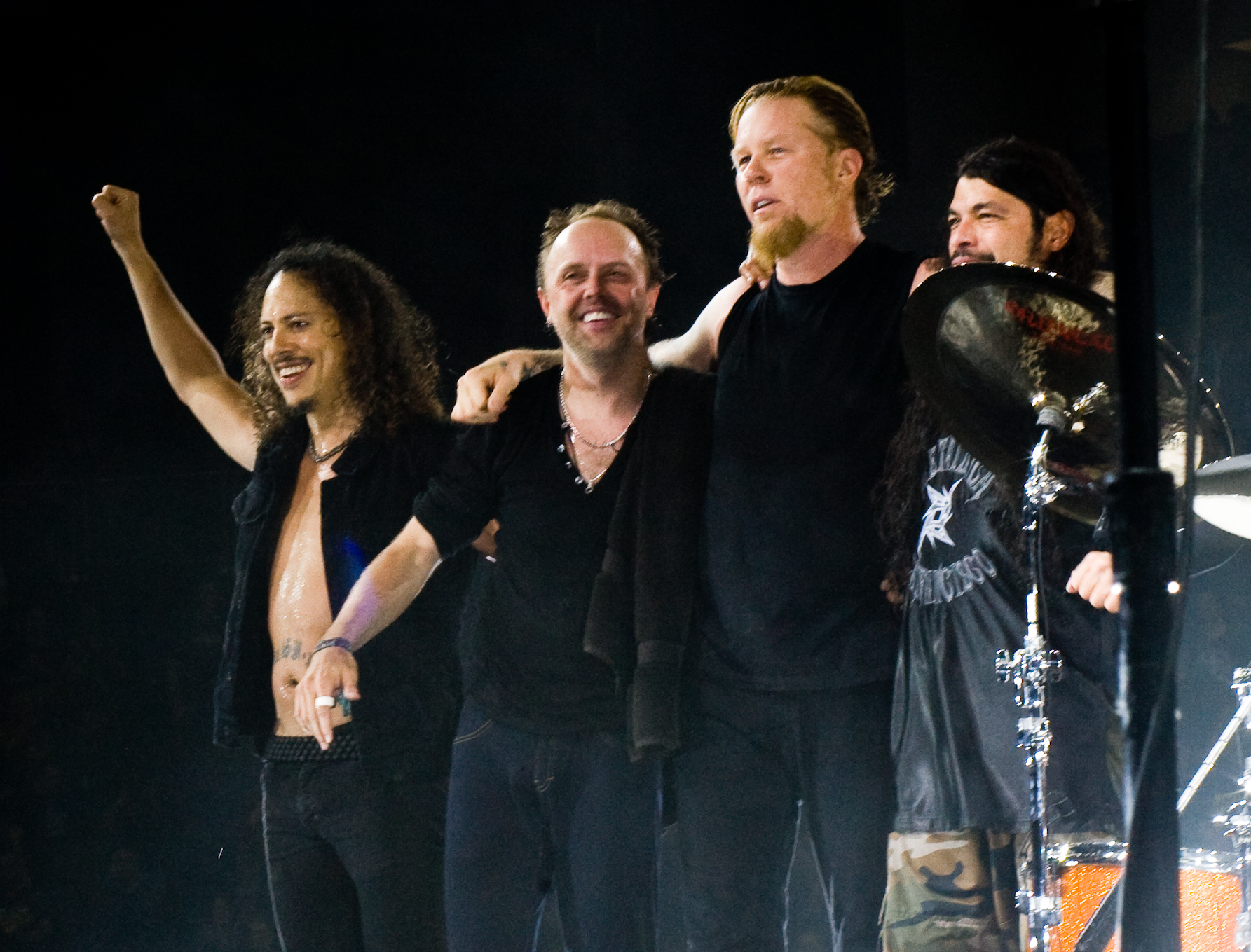
Membros da banda 6 vezes vencedoras do Grammy, Metallica

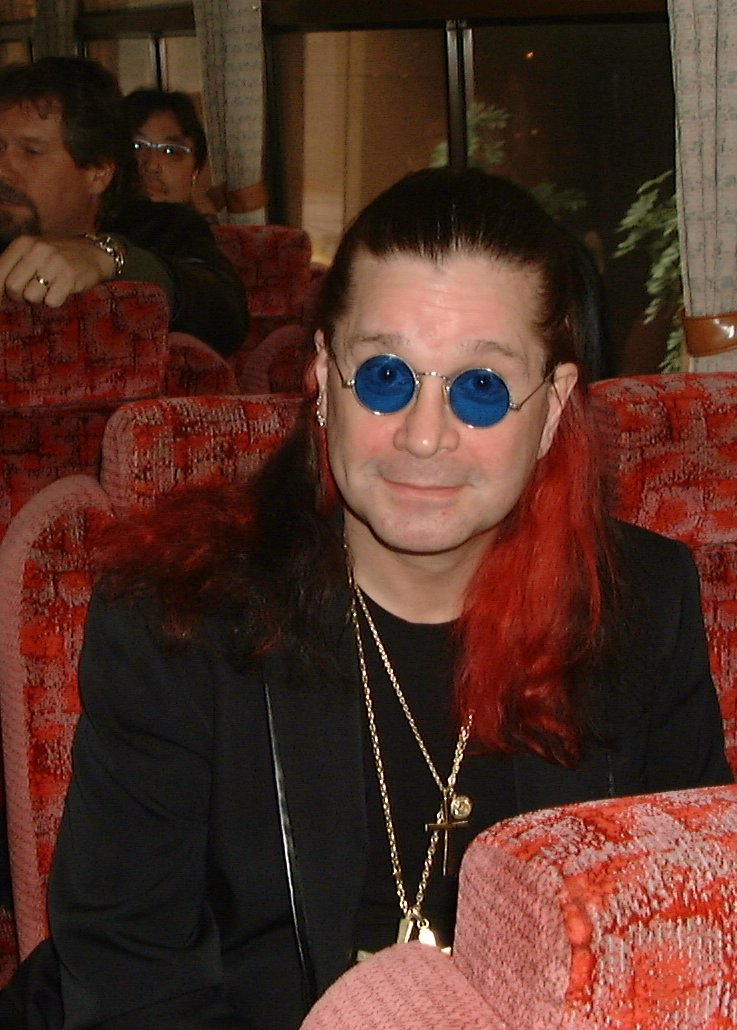
O vencedor do Grammy 1994, Ozzy Osbourne

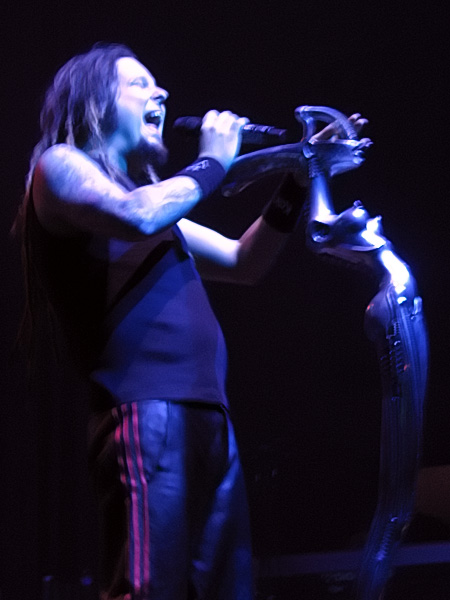
Jonathan Davis da banda vencedora do Grammy 2003, Korn

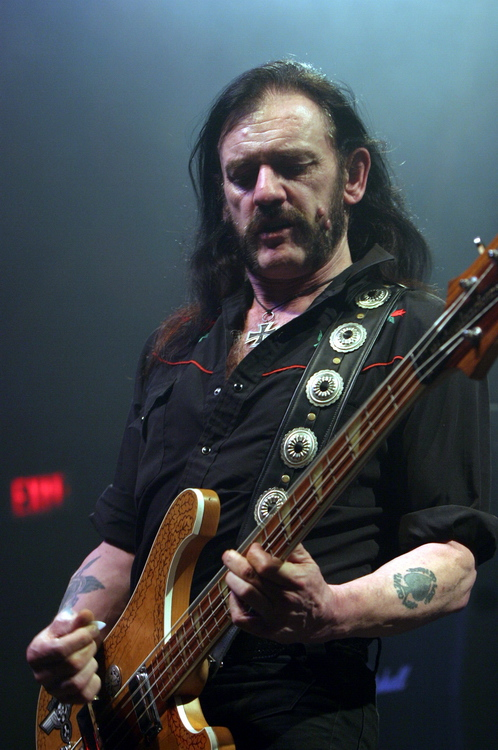
Lemmy da banda vencedora do Grammy 2005, Motörhead

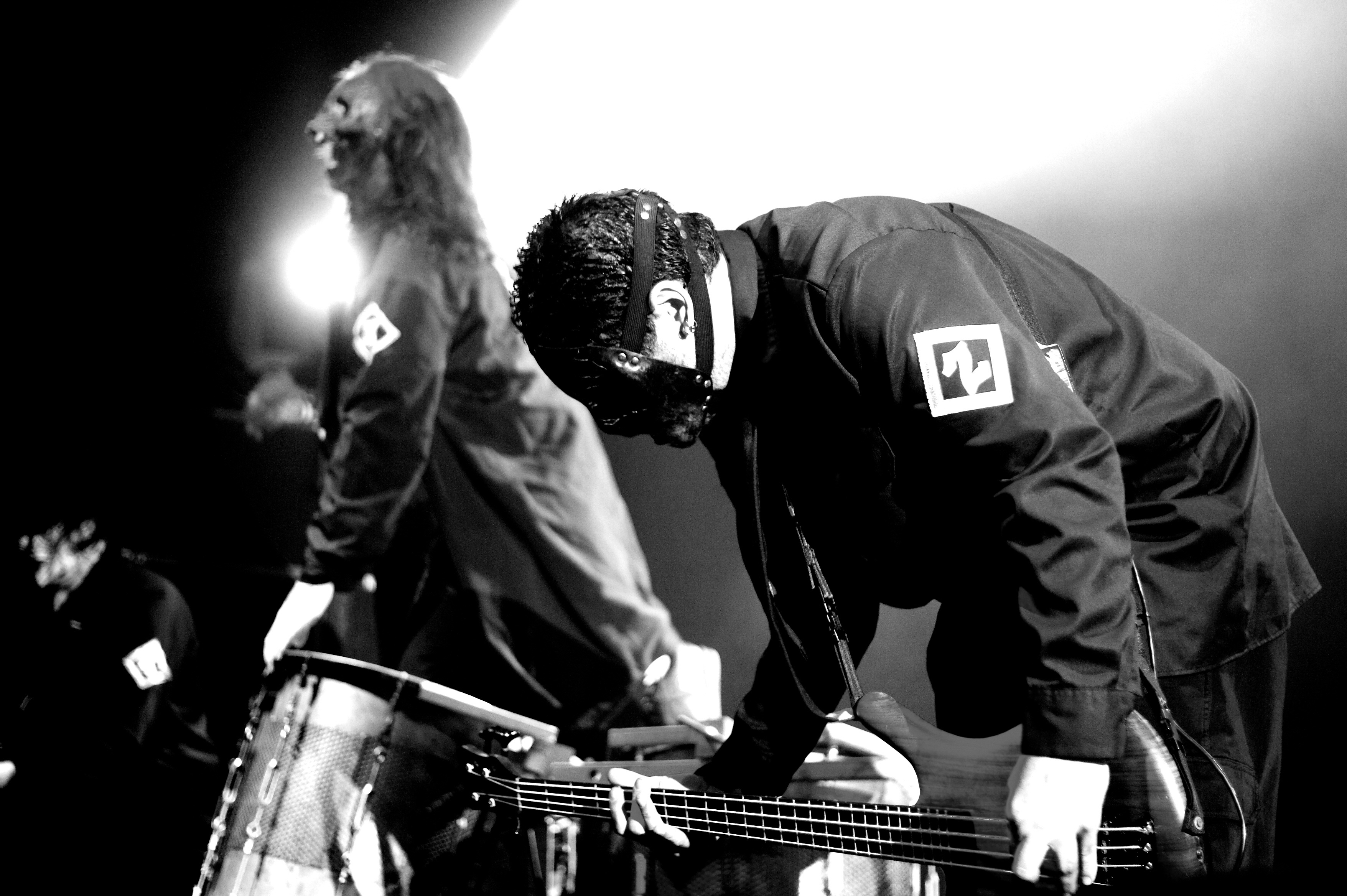
Membros da banda vencedora do Grammy 2006, Slipknot

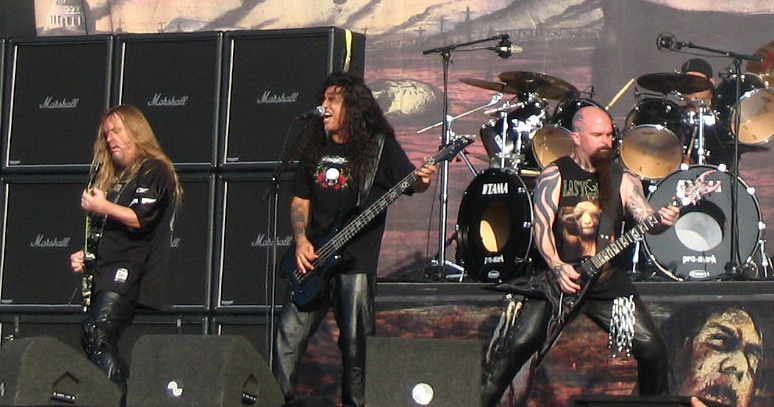
Membros da banda duas vezes vencedora, Slayer

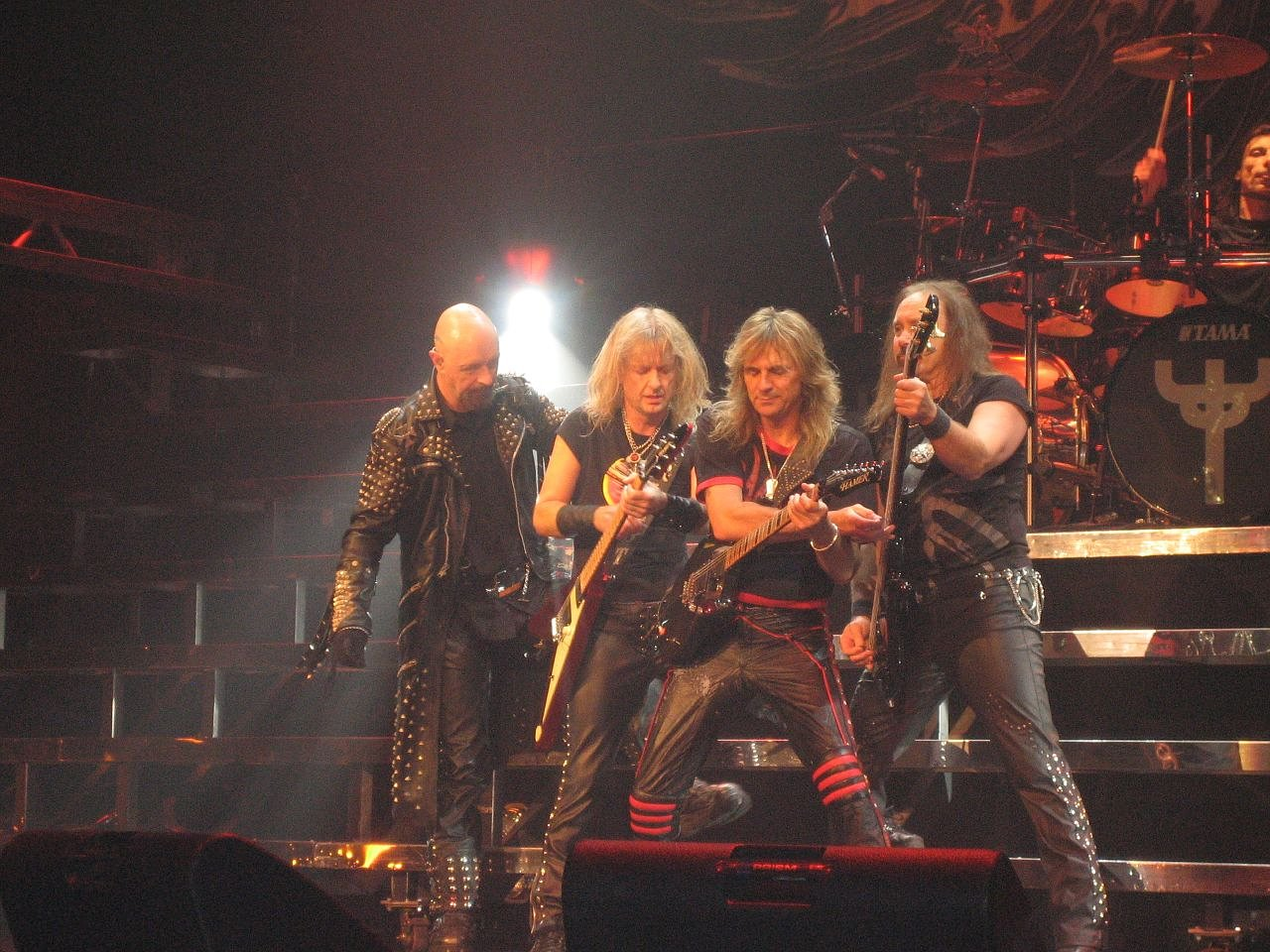
Membros da banda vencedora do Grammy 2010, Judas Priest

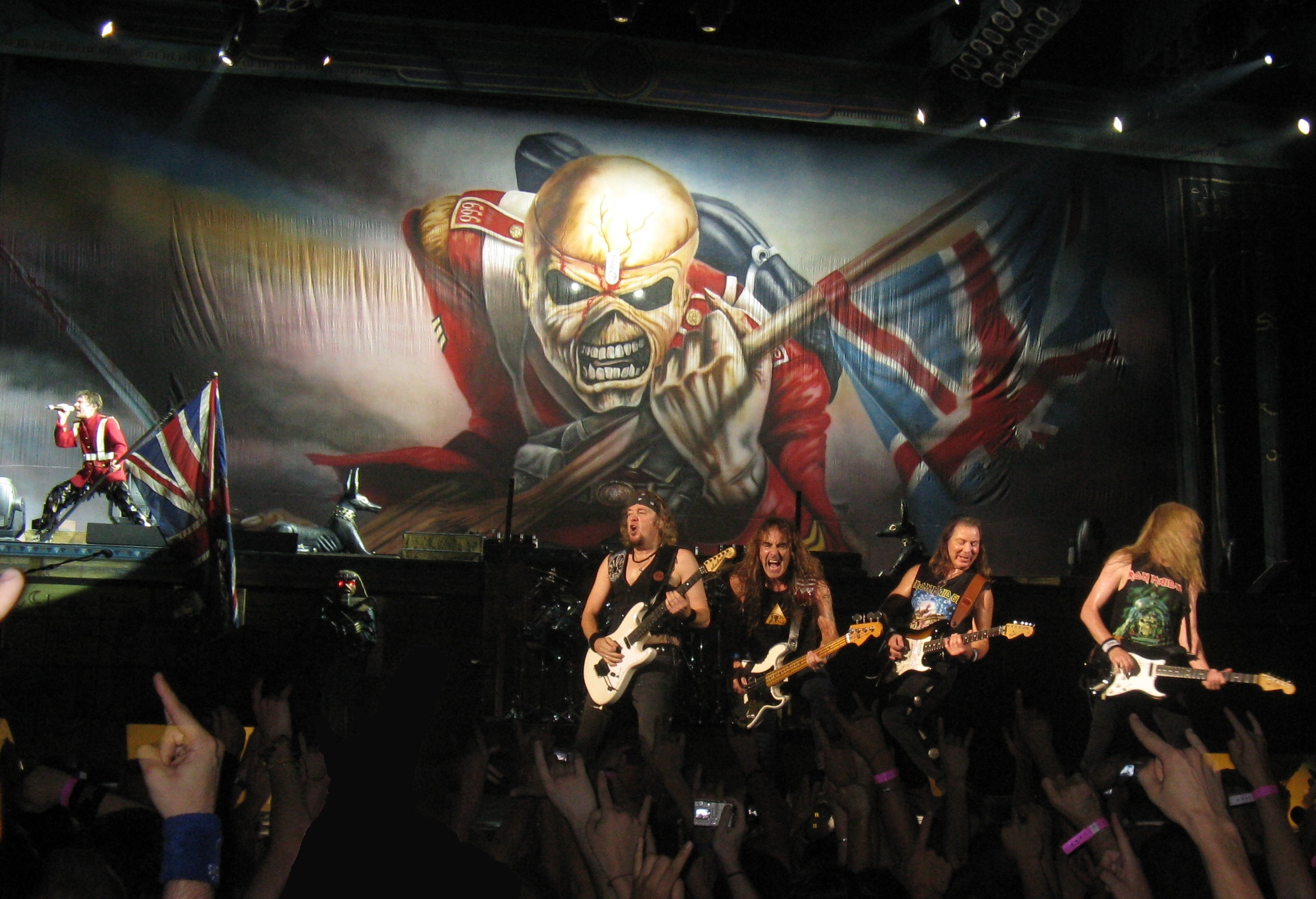
Membros da banda vencedora do Grammy 2011, Iron Maiden

## Ganhadores
| Ano[I] | Artista                  | Nacionalidade  | Trabalho                           | Nomeações | Ref.        |
| ------ | ------------------------ | -------------- | ---------------------------------- | --- | ----------- |
| 1990   | Metallica                | Estados Unidos | "One"                              | - Soundgarden – Ultramega OK | [ 1 ]       |
| 1991   | Metallica                | Estados Unidos | "Stone Cold Crazy"                 | - Suicidal Tendencies – Lights...Camera...Revolution! | [ 2 ]       |
| 1992   | Metallica                | Estados Unidos | Metallica                          | - Soundgarden – Badmotorfinger | [ 3 ]       |
| 1993   | Nine Inch Nails          | Estados Unidos | "Wish"                             | - Soundgarden – Into the Void | [ 4 ]       |
| 1994   | Ozzy Osbourne            | Reino Unido    | "I Don't Want to Change the World" | - Iron Maiden – "Fear of the Dark" - Megadeth – "Angry Again" - Suicidal Tendencies – "Institutionalized" - White Zombie – "Thunder Kiss '65"                      | [ 5 ]       |
| 1995   | Soundgarden              | Estados Unidos | "Spoonman"                         | - Rollins Band – "Liar" | [ 6 ]       |
| 1996   | Nine Inch Nails          | Estados Unidos | "Happiness in Slavery" (live)      | - White Zombie – "More Human than Human" | [ 7 ] [ 8 ] |
| 1997   | Rage Against the Machine | Estados Unidos | "Tire Me"                          | - Rob Zombie and Alice Cooper – "Hands of Death (Burn Baby Burn)"                                                                                                  | [ 9 ]       |
| 1998   | Tool                     | Estados Unidos | "Ænema"                            | - Pantera (banda) – "Cemetery Gates" | [ 10 ]      |
| 1999   | Metallica                | Estados Unidos | "Better Than You"                  | - Rammstein – "Du hast" | [ 11 ]      |
| 2000   | Black Sabbath            | Reino Unido    | "Iron Man"                         | - Rob Zombie – "Superbeast" | [ 12 ]      |
| 2001   | Deftones                 | Estados Unidos | "Elite"                            | - Slipknot – "Wait and Bleed" | [ 13 ]      |
| 2002   | Tool                     | Estados Unidos | "Schism"                           | - System of a Down – "Chop Suey!" | [ 14 ]      |
| 2003   | Korn                     | Estados Unidos | "Here to Stay"                     | - Rob Zombie – "Never Gonna Stop (The Red Red Kroovy)" | [ 15 ]      |
| 2004   | Metallica                | Estados Unidos | "St. Anger"                        | - Stone Sour – "Inhale" | [ 16 ]      |
| 2005   | Motörhead                | Reino Unido    | "Whiplash"                         | - Slipknot – "Vermilion" | [ 17 ]      |
| 2006   | Slipknot                 | Estados Unidos | "Before I Forget"                  | - Shadows Fall – "What Drives the Weak" | [ 18 ]      |
| 2007   | Slayer                   | Estados Unidos | "Eyes of the Insane"               | - Stone Sour – "30/30-150" | [ 19 ]      |
| 2008   | Slayer                   | Estados Unidos | "Final Six"                        | - Shadows Fall – "Redemption" | [ 20 ]      |
| 2009   | Metallica                | Estados Unidos | "My Apocalypse"                    | - DragonForce – "Heros of our time" | [ 21 ]      |
| 2010   | Judas Priest             | Reino Unido    | "Dissident Aggressor" (live)       | - Slayer – "Hate Worldwide" | [ 22 ]      |
| 2011   | Iron Maiden              | Reino Unido    | "El Dorado"                        | - Slayer – "World Painted Blood" | [ 23 ]      |
| 2014   | Black Sabbath            | Reino Unido    | "God Is Dead?"                     | - Anthrax – "T.N.T." - Dream Theater – "The Enemy Inside" - Killswitch Engage – "In Due Time" - Volbeat – "Room 24" (com King Diamond)                             | [ 24 ]      |
| 2015   | Tenacious D              | Estados Unidos | "The Last in Line"                 | - Anthrax – "Neon Knights" - Mastodon – "High Road" - Motörhead – "Heartbreaker" - Slipknot – "The Negative One"                                                   | [ 25 ]      |
| 2016   | Ghost                    | Suécia         | "Cirice"                           | - August Burns Red – "Identity" - Lamb of God – "512" - Sevendust – "Thank You" - Slipknot – "Custer"                                                              | [ 26 ]      |
| 2017   | Megadeth                 | Estados Unidos | "Dystopia"                         | - Baroness – "Shock Me" - Gojira – "Silvera" - Korn – "Rotting in Vain" - Periphery – "The Price Is Wrong"                                                         | [ 27 ]      |
| 2018   | Mastodon                 | Estados Unidos | "Sultan's Curse"                   | - August Burns Red – "Invisible Enemy" - Body Count – "Black Hoodie" - Code Orange – "Forever" - Meshuggah – "Clockworks"                                          | [ 28 ]      |
| 2019   | High on Fire             | Estados Unidos | "Electric Messiah"                 | - Between the Buried and Me – "Condemned to the Gallows" - Deafheaven – "Honeycomb" - Trivium – "Betrayer" - Underoath – "On My Teeth"                             | [ 29 ]      |
| 2020   | Tool                     | Estados Unidos | "7empest"                          | - Candlemass – "Astorolus - The Great Octopus" (com Tony Iommi) - Death Angel – "Humanicide" - I Prevail – "Bow Down" - Killswitch Engage – "Unleashed"            | [ 30 ]      |
| 2021   | Body Count               | Estados Unidos | "Bum-Rush"                         | - Code Orange – "Underneath" - In This Moment – "The In-Between" - Poppy – "Bloodmoney" - Power Trip – "Executioner's Tax (Swing of the Axe)" (ao vivo)            | [ 31 ]      |
| 2022   | Dream Theater            | Estados Unidos | "The Alien"                        | - Deftones – "Genesis" - Gojira – "Amazonia" - Mastodon – "Pushing the tides" - Rob Zombie – "The Triumph of King Freak (A Crypt of Preservation and Superstition) | <ref>       |